# Chogha Golan
Chogha Golan es un yacimiento arqueológico del neolítico acerámico  situado en las estribaciones de los montes Zagros, en Irán, a unos 200 m de la orilla derecha del río Konjan Cham. Situado en una región semiárida a unos 30 km al norte de Meheran, Golan es uno de los primeros yacimientos neolíticos precerámicos hallados en Irán. Los habitantes de Chogha Golan dependían principalmente de la explotación de plantas silvestres y de la caza. Chogha Golan destaca por la presencia temprana de trigo farro domesticado, que data de alrededor de 9800 años a. C. Como tal, los restos paleoobotánicos de Chogha Golan muestran el registro más antiguo de gestión de plantas a largo plazo en Irán.

## Arqueología
Chogha Golan fue excavado conjuntamente por arqueólogos de la Universidad de Tubinga y del Centro Iraní de Investigación Arqueológica en 2009 y 2010. El yacimiento consiste en un tell con una altura de unos 7-8 m . Contiene 8 m de depósitos culturales. Los arqueólogos han dividido el yacimiento en 11 capas, los «Horizontes Arqueológicos I-XI». Las excavaciones han sacado a la luz suelos de yeso pintados de rojo y paredes de adobe. En el yacimiento se excavaron 10 figurillas de animales de arcilla.

## Paleobotánica
Con más de 100 000 elementos botánicos carbonizados analizados, la alta densidad de restos de semillas y paja en Chogha Golan es notable en comparación con yacimientos contemporáneos e incluso posteriores, de la Edad del Bronce. Se han descubierto 110 especies diferentes de plantas. El conjunto de plantas está dominado por especímenes de las familias Poaceae y Fabaceae: cebada silvestre, Aegilops, lenteja, Lathyrus, Pisum y Vicia. Además de trigo emmer domesticado, se descubrieron en el yacimiento las variedades silvestres de varios cultivos fundadores del Neolítico: cebada, lenteja y guisante.
La cebada silvestre se encontraba en todas las capas de Chogha Golan, empezando por el «Horizonte Arqueológico XI». Antes de la aparición del trigo farro domesticado, la cebada silvestre era el cereal predominante en Chogha Golan, mientras que el trigo rara vez se encontraba. Después de unos 2000 años, el trigo farro domesticado aparece por primera vez en el «Horizonte Arqueológico II» y también se encuentra en el Horizonte Arqueológico I». Tras la aparición inicial del trigo farro domesticado, se convirtió en el cereal predominante en el yacimiento.

## Fauna
El conjunto faunístico de está dominado por ungulados (principalmente ovejas/cabras, pero también gacelas, ciervos, cerdos y ganado vacuno), seguidos de peces. También se han encontrado restos de tortugas, erizos, zorros rojos y linces euroasiáticos.